# Leptotila cassinii
La paloma montaraz pechigrís, paloma montaraz de pecho gris, tórtola pechigris, tórtola ojirroja, paloma pechigrís, paloma pechogris o paloma pecho gris (Leptotila cassinii)  es una especie de ave columbiforme perteneciente a la familia Columbidae.

## Distribución y hábitat
Se encuentra en Belice, Colombia, Costa Rica, Guatemala, Honduras, México, Nicaragua, y Panamá. Su hábitat natural son los bosques húmedos de las tierras bajas subtropicales o tropicales y bosques antiguos degradados.

## Subespecies
- Leptotila cassinii cassinii (Lawrence, 1867)
- Leptotila cassinii cerviniventris (P. L. Sclater & Salvin, 1868)
- Leptotila cassinii rufinucha (P. L. Sclater & Salvin, 1873).